# Jean François Renaudin
Pour les articles homonymes, voir Renaudin.
Jean François Renaudin, né le 13 juillet 1750 au Gua en Saintonge, mort le 29 avril 1809 au Gua en Charente-Inférieure, est un officier de marine français des XVIIIe et XIXe siècles. Il sert pendant les guerres de la Révolution et de l'Empire et termine sa carrière avec le grade de contre-amiral.

## Biographie

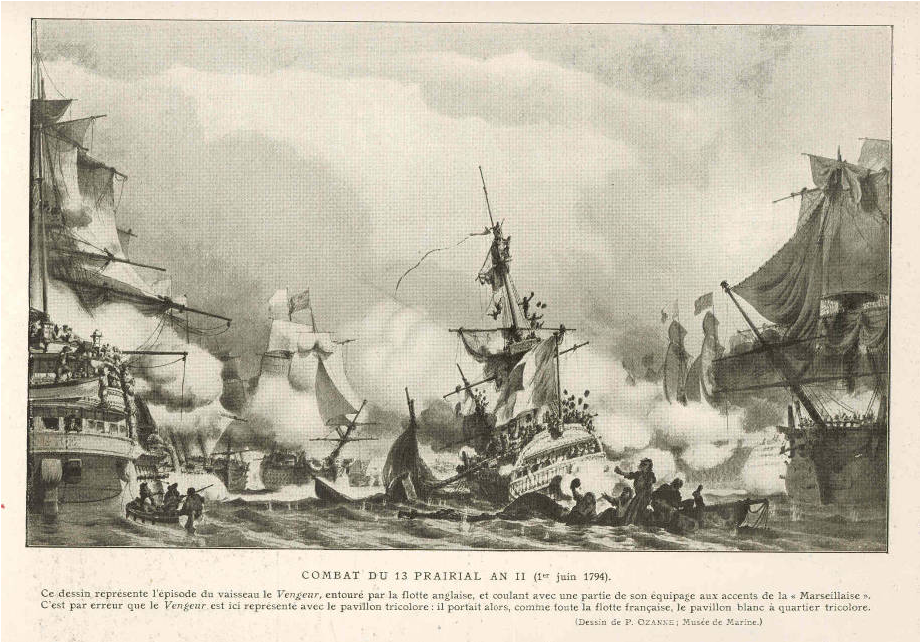
Le Vengeur du peuple, entouré par la flotte anglaise, coule tandis que l'équipage crie « Vive la Nation » et chante la Marseillaise

Jean François Renaudin est le fils de François Renaudin, maître de barque, et d'Elisabeth Thibaud. Il est le cousin de Cyprien Renaudin.
Jean-François Renaudin, commandait l'équipage du navire le Vengeur du Peuple à la bataille du 13 prairial an II (28 mai-1er juin 1794), premier grand combat naval de la Révolution entre la France et le Royaume-Uni. La flotte française de 25 vaisseaux de ligne accompagnés de 15 à 16 frégates et corvettes, commandée par Villaret-Joyeuse, accompagné du conventionnel André Jeanbon Saint-André, livre à la flotte britannique de l'amiral Howe un violent combat pour protéger un grand convoi de blé venant d’Amérique. Les pertes sont très lourdes du côté français mais le convoi arrive à Brest.
Au cours du combat, le Vengeur du Peuple se porte en avant en recevant les tirs de trois vaisseaux anglais avant de s'accrocher au HMS Brunswick. Les deux navires vont se canonner à bouts portants. Le Vengeur est coulé, le tiers de l’équipage est tué. Renaudin se rend. Il est recueilli avec son fils de 12 ans par les Anglais avec 260 rescapés (sur 723 hommes d’équipage). Il a été ensuite échangé et libéré.
Son combat entre dans la légende lorsque Barère l'utilise comme élément de propagande dans une de ces fameuses carmagnoles à la tribune de la Convention. Dans son discours, le Vengeur du Peuple sombre avec tout son équipage au cri de « Vive la Nation ! Vive la République ! » et en chantant la Marseillaise.
Il a été nomme contre-amiral à la suite de ce combat, en octobre 1794.
Il est ensuite :
- commandant la 3ème escadre de l'armée navale de l'Océan; du 29 octobre 1794 au 24 mars 1798,
- commandant le 2ème escadre, du 24 mars 1798 au 19 mars 1799,
- commandant la force navale de Naples, du 21 mars 1799 au 25 mai 1799,
- commandant d'armes de Toulon, du 25 mai 1799 au 23 septembre 1799,
- inspecteur général des ports de l'Océan, du 23 septembre 1799 au 4 février 1801.

Il est ensuite mis à la retraite.
Il a été inhumé au cimetière du Gua.

## Hommages

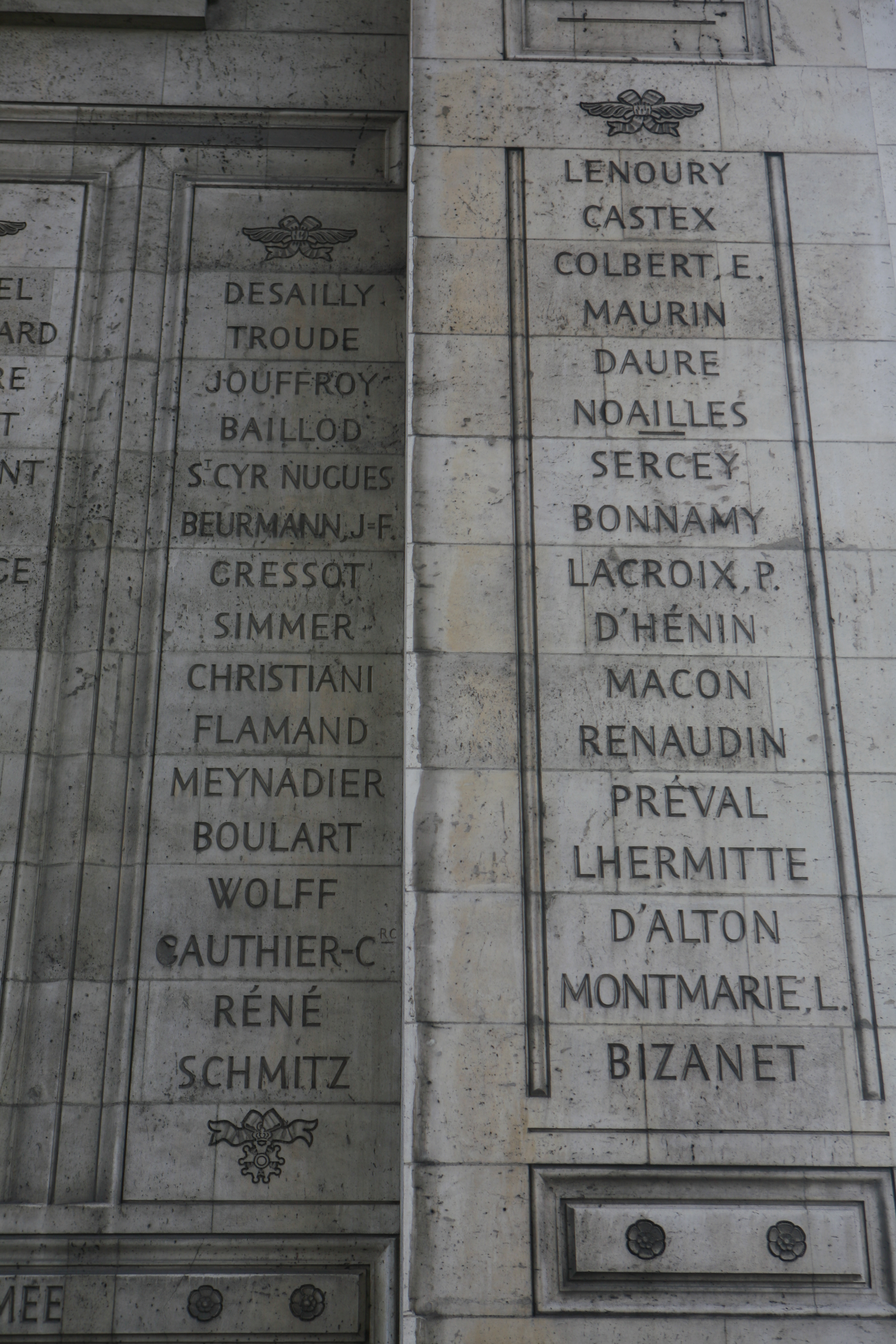
arc de triomphe de l'Étoile

- Il fait partie des 660 personnalités à avoir son nom gravé sous l'arc de triomphe de l'Étoile. Il apparaît sur la 40e colonne.
- Son nom a été donné à :
  - un aviso à hélice, lancé à Bordeaux le 19 mai 1857,
  - un torpilleur d'escadre, en 1913, coulé par un sous-marin ennemi le 18 mars 1916 au large de Durazzo. Pierre Bréart de Boisanger, commandant de la 1ère escadrille de torpilleurs à la Division des flottilles de l'Adriatique, se trouvait sur la passerelle du Renaudin quand il est torpillé.